# Pierre Jean Robiquet
Pour les articles homonymes, voir Robiquet.
Pierre Jean Robiquet, né à Rennes le 14 janvier 1780, et mort à Paris le 29 avril 1840, est un chimiste français, auteur d'avancées fondatrices dans l'identification des acides aminés, avec la reconnaissance du premier d'entre eux : l'asparagine ; dans l'émergence de l'industrie des colorants industriels, avec l'identification de l'alizarine, et dans l'élaboration des médicaments de synthèse, avec l'identification de la codéine.

## Biographie

### Une jeunesse modelée par les soubresauts de la Révolution Française
Issu d'une famille de laboureurs éduqués de la Manche (Anneville), son père Jean-François Robiquet (1749-1820) quitte les terres paternelles vers 1770 pour s'établir dans les milieux de libraires et imprimeurs de Rennes, où il tenait boutique rue Royale. Il épouse en l'église Saint-Germain de Rennes, le 23 janvier 1776, Marguerite Jeanne Miché (1754-1803), native de Rennes. Ce père attentif et visiblement ambitieux s'efforce de donner une solide éducation à ses enfants.
Pierre Jean, baptisé le 22 juillet 1780 en la paroisse Toussaints, a trois frères : François Guillaume (1777-1845), Jean-Baptiste (1778-1782) et Henry Michel Georges (1780-1781), ainsi que deux sœurs : Henriette Jeanne Hyacinthe (1782-1851) et Zoé Henriette (1789-1875). Sa famille semble avoir l'ambition de destiner Pierre Jean à l'état d'architecte, et l'envoie fort jeune au collège de Château-Gontier, un établissement fort réputé de l'époque.
Les bouleversements de la période révolutionnaire en disposent tout autrement : ce collège ayant été fermé, comme la plupart des établissements sous obédience religieuse dès les troubles graves de la Révolution française de fin 1792/début 1793, le jeune Robiquet revient dans sa famille ; son père et sa mère, coupables de sympathies girondines, sont emprisonnés, tous leurs biens confisqués. Pierre Robiquet aurait alors trouvé un bref refuge chez un menuisier, puis, et c'est un tournant décisif, il est placé, sans doute via des relations de famille, chez un pharmacien de Lorient du nom de Clary, chez qui il serait resté un an, du 1er prairial an II au 4 prairial an III (soit du 20 mai 1794 au 25 mai 1795). Il est ensuite pris quelque temps comme garçon de laboratoire dans le laboratoire de Chedeville, pharmacien de la marine à Lorient ; dans cet établissement, les fabrications chimiques sont conduites à une échelle significative et il accède à des éléments de formation de chimiste et aux méthodes de fabrication industrielle des produits ; il a tout juste quinze ans.
Ses parents ayant recouvré leur liberté, il revient auprès d'eux à Rennes et reprend un cours normal de formation au sein de l'école centrale de la ville. À l'issue de ses études secondaires, il se rend à Paris pour y perfectionner son éducation pharmaceutique, notamment en suivant le cours d'Antoine-François Fourcroy, et entre comme pensionnaire dans un établissement que celui-ci a formé pour la fabrication de produits chimiques avec Louis-Nicolas Vauquelin, où il se lie d'amitié avec Louis Jacques Thénard, avec lequel il commence une étude sur les calculs de la vessie.
En 1799 (il a alors 19 ans), il doit se rendre[pourquoi ?] à l'armée d'Italie, où il se trouve presque aussitôt enfermé dans Gênes, que défend Masséna, et où il doit supporter toutes les privations d'un siège. Il assiste par la suite aux cours du physicien Volta et de l'anatomiste Antonio Scarpa.
De retour en France, il est employé à l'hôpital militaire de Rennes, puis nommé à l'hospice militaire du Val-de-Grâce à Paris. Il entra dans le laboratoire particulier de Louis-Nicolas Vauquelin, obtenant notamment avec lui en 1806 un amino-acide aux propriétés diurétiques extrait de l'asperge, qu'ils appellent « asparagine ».
Robiquet est reçu pharmacien le 15 juin 1808, se marie avec une cousine germaine, Laurence Robiquet (1788-1866), et établit une pharmacie, à laquelle il annexe un laboratoire de produits chimiques.

### Professeur puis administrateur de l'École de Pharmacie
Le 30 août 1811, par décret de Napoléon, il est nommé professeur-adjoint d'histoire naturelle des médicaments de l'École de Pharmacie, en remplacement de Jacques Paul Vallée, devenu titulaire de la chaire (il succède à André Laugier). Il donne à ses leçons beaucoup d'éclat par les applications qu'il sait faire de la chimie et de la physique à l'étude des minéraux et à celle des drogues simples, applications jusque-là peu pratiquées.
Robiquet est aussi répétiteur de chimie à l'École polytechnique — mais les différents biographes donnent des versions un peu différentes de cet épisode : les uns[Qui ?] le font nommer à ce poste avant qu'il n'accède à l'École de pharmacie, les autres l'y voient succéder à Cluzel, décédé en 1813.
Jacques Paul Vallée (1772-1814) n'occupe sa chaire à l'École de Pharmacie que peu de temps et Robiquet lui succède une nouvelle fois, devenant professeur titulaire dès le 5 octobre 1814, avec comme adjoint, à compter du 25 janvier 1815, Joseph Pelletier (nommé par Louis XVIII), lequel conduit en parallèle des recherches de type similaires qui font de lui, entre autres choses, le découvreur de la quinine avec Joseph Bienaimé Caventou en 1820.
Après 10 ans de professorat, sa santé le contraint d'abandonner sa chaire de professeur titulaire. Il devient alors administrateur trésorier de l'École de Pharmacie (le 11 septembre 1824, par arrêté ministériel), et son adjoint Joseph Pelletier lui succède (par décret de Charles X le 25 janvier 1825).

### La Société de Prévoyance des Pharmaciens (1826)
À partir de 1819 et jusque 1826, il est l'animateur d'une longue démarche de mise en place d'une « prévoyance » active entre les pharmaciens, qui se couronne par la mise en place en 1826 de la « Société de Prévoyance des Pharmaciens du département de la Seine » :
- en 1819, il participe à la création de l'éphémère « Société des pharmaciens de la Seine » (semble-t-il sur une proposition originale de Charles-Louis Cadet de Gassicourt, dont Charles Derosne préside le premier Bureau mis en place le 24 décembre 1819 ; cette « Société » s'était donnée comme but « de rendre à la profession pharmaceutique toute la considération qu'elle méritait et de faire disparaître les abus auxquels elle était en proie » et projetait de comprendre en outre une caisse de secours mutuels et de prévoyance) ;
- entre 1820 et 1824, il participe dès les premiers moments de l'animation des « Banquets de l'Union des Pharmaciens » (mis en place le 28 octobre 1820 sur une proposition originale de cinq pharmaciens : Reymond, faubourg Saint-Honoré ; Dublanc aîné, rue du Temple ; Dublanc jeune, rue Saint-Martin ; Moutillard aîné, rue de la Montagne-Sainte-Geneviève, et Moutillard cadet, rue Saint-Honoré) ;
- le 6 juillet 1824, lui et cinq autres membres (Benoit, Auguste Dublanc le jeune, Fée, Moutillard, Parra, Raymond) sont délégués par les participants des « Banquets d'Union » en une commission chargée de la rédaction du règlement de formation d'une Caisse de Secours et de Prévoyance entre les Pharmaciens du département de la Seine ;
- le 5 octobre 1824, le projet de règlement est adopté et un comité provisoire constitué, dont il est nommé président (assisté de Benoit, vice-président ; Fée, secrétaire ; Auguste Dublanc, secrétaire adjoint ; Reymond, trésorier ; Felix Cadet de Gassicourt, Caylus, Delondre, Hernandez, Marchand et Parra, administrateurs) ; les réunions de la Commission provisoire eurent lieu chez son président, Robiquet, et aboutissent à la première assemblée générale (11 janvier 1826) à l'École de Pharmacie ;
- le bureau définitif, élu en 1826, se composa de Robiquet, président ; Pelletier, vice-président ; Dublanc jeune et Felix Cadet de Gassicourt, secrétaires ; Delondre, trésorier ; Reymond, Caylus, Hernandez, Marchand et Baget, assesseurs ; la Société de prévoyance des pharmaciens était née.

### Distinctions académiques
Membre de la Société de pharmacie, il en est secrétaire général  en 1817 (il le sera jusqu'en 1824), puis président en 1826, et à nouveau secrétaire général de 1828 à sa mort en 1840.
Il devient membre titulaire de l'Académie royale de médecine le 27 septembre 1820, à sa création, est admis chevalier de la Légion d'honneur en 1830, et enfin entre à l'Académie des sciences où il fut élu le 14 janvier 1833 dans la section de chimie, en remplacement de Jean-Antoine Chaptal.

## Travaux
Pierre-Jean Robiquet développe tout au long de sa carrière une démarche entièrement axée sur l'obtention de principes actifs extraits de différents organismes vivants dont la pharmacopée traditionnelle a mis en évidence des propriétés analgésiques, curatives ou toxiques.

### Des méthodes d'analyse exemplaires
Son étude pionnière sur la cantharidine, démontrant, dès 1810, la possibilité d'extraire le principe actif d'une matière médicamenteuse complexe, peut être considérée comme fondatrice pour les recherches de chimie appliquée et ouvre la voie à de nombreuses recherches dès les années qui suivent.
À la suite de sa nomination à l'Académie des Sciences, il cède sa pharmacie et consacre dès lors le reste de sa vie à des recherches dans son laboratoire, renonçant à toute espèce de relation de société, même au professorat, que dans les derniers temps ses problèmes de santé allant croissant ne lui permirent plus de continuer.
L'un de ses élèves les plus brillants de l'École de Pharmacie, Théodore Gobley, qui deviendra un pionnier de l'étude chimique des constituants du cerveau, découvreur de la classe des phospholipides et qui sera Président de l'Académie Nationale de Pharmacie, devient son collaborateur, puis son gendre, en épousant en 1837 Laure Robiquet, une de ses deux filles (l'autre, Eugénie, épouse également un pharmacien, Adolphe Guillemette, en 1835), tandis que son fils Edmond (1822-1860) embrasse lui-même la carrière de pharmacien chercheur. Pierre Robiquet est également le mentor d'Antoine Bussy, son élève à l'Ecole Polytechnique, qui sera le découvreur du béryllium et un pionnier de l'étude des solvants organiques et notamment de l'acétone, futur président de l'Académie de Médecine puis de l'Académie de Pharmacie.
Dans les dernières années de sa vie, il a plusieurs de ses amis pour collaborateurs, avec lesquels il publia Recherches sur les amandes amères et leur huile volatile, Recherches sur les semences de moutarde, Recherches sur la garance. Ces travaux ont enrichi la science de corps remarquables sous les points de vue théorique et pratique. Ainsi, l'amygdaline, par sa transformation en acide hydrocyunique, en hydrure de benzoyle, etc., sous l'influence de la synaptase émulsine et de l'eau, présente un fait aussi important pour l'histoire de l'affinité que pour l'analyse immédiate des matières organiques. Enfin, les principes colorants rouges de la garance, de la purpurine, et surtout de l'alizarine, ont enrichi à la fois la chimie et l'industrie.
Il vit ainsi jusqu'au mois d'avril 1840, où, frappé subitement au milieu de ses travaux d'une affection cérébrale, il est obligé de les interrompre et succombe après quelques jours de souffrances, âgé de 60 ans.

« Les travaux de Robiquet se recommandent par le nombre, la diversité des sujets, la délicatesse des procédés d'analyse immédiate, l'exactitude des expériences, la finesse et l'originalité même des aperçus, l'intérêt des résultats, portant souvent sur la science pure aussi bien que sur l'application »

— Eugène Chevreul, Discours prononcé le 2 mai 1840 aux funérailles de M. Robiquet

### La mise en évidence des acides aminés
Collaborateur de Louis-Nicolas Vauquelin, en 1805, il participe à l'obtention, à partir des asperges, dont les propriétés diurétiques sont connues depuis longtemps, de l'asparagine, substance qui en est le principe actif et le tout premier des acides aminés identifiés dans les tissus vivants, dont l'obtention fixe l'attention des chimistes par la limpidité et la beauté de ses cristaux.
Durant l'été 1805, Pierre Robiquet isole du suc d'asperges plusieurs cristaux dont deux espèces « parurent appartenir à des substances nouvelles » ; l'une des deux tout spécialement « parfaitement blanche et transparente lorsqu'elle avait cristallisé plusieurs fois, a une saveur fraiche légèrement sucrée qui excite la salive ; elle est dure, cassante et présente une forme régulière ».
Pierre Robiquet et Louis-Nicolas Vauquelin, aidés de René Just Haüy pour l'analyse cristallographique, soumettent cette substance à différents traitements avec les moyens modestes de l'analyse chimique de ce tout début de XIXe siècle ; ils reconnaissent rapidement l'originalité de ce « principe cristallisable comme les sels et qui n'est cependant ni un acide ni un sel neutre, et dont la solution dans l'eau n'est affectée par aucun des réactifs employés pour reconnaître la nature des sels dissous dans l'eau. Le principe dont nous venons de donner les propriétés n'est point un produit accidentel et dépendant de quelques circonstances particulières de la végétation; nous l'avons depuis ce temps-là constamment retrouvé... »
Sans entrevoir qu'ils viennent de révéler l'une des briques de la construction du vivant, ils réalisent clairement qu'il s'agit là d'une classe entièrement nouvelle de molécules: « Depuis longtemps... on n'a trouvé dans les végétaux un principe immédiat aussi singulier que celui dont nous allons parler ».
L'asparagine est le premier des 22 acides aminés qui président à la construction des protéines du vivant à être ainsi isolé.
Les progrès sur ces constituants fondamentaux demeurent très lents tout au long du XIXe siècle. Une forme polymère, la cystine, d'une autre acide aminé, la cystéine, est isolée en 1810, mais sa forme de base monomère n'est identifiée qu'en 1884 ; la leucine et la glycine sont identifiées en 1820.

### Recherches diverses en pharmacologie
Quatre ans plus tard, en 1809, il obtient à partir de la racine de réglisse une substance sucrée qui n'a pourtant du sucre ordinaire que la saveur douce, qu'il appelle glycyrrhizine. Il met en évidence en outre un constituant gras et résineux (0,8 %), de petites quantités de gomme, des substances albuminiques, des tanins, de l'amidon, un principe colorant jaune, un principe amer (plus tard reconnu comme la glycymarine), et, comme dans l'asperge, une fraction analogue à l'asparagine, qui est identifiée comme telle en 1828 par un de ses collaborateurs, Auguste Plisson (qui meurt très jeune, peu après, en 1832).
Passant à des objets du monde animal, en 1810, il isole pour la première fois de Lytta vesicatoria la cantharidine, une molécule complexe aux propriétés vésicatoires puissantes, qui joue un rôle important dans l'écologie de plusieurs types d'insectes qui l'utilisent comme moyen de défense afin de préserver leurs œufs des prédateurs.
Dès l'Antiquité, donc bien avant qu'on connaisse la structure du principe actif, les mouches espagnoles séchées avaient la réputation d'avoir des vertus aphrodisiaques.
En réalité, ces propriétés supposées de la cantharidine ne sont attestées ni par la théorie ni par l'expérience. En revanche, il s'agit d'une substance dangereuse dont la toxicité est comparable à celle des poisons les plus violents comme la strychnine.
Cette étude pionnière, démontrant, dès 1810, la possibilité d'extraire le principe actif d'une matière médicamenteuse complexe, peut être considérée comme fondatrice pour les recherches de chimie appliquée et constitue le point de départ de nombreuses recherches ultérieures.
Il met en outre en évidence, dans cette même étude, la présence de l'acide urique chez des insectes qui se nourrissent de feuilles.
Dès 1816, avec Jean-Jacques Colin, il s'intéresse à l'huile d'amandes amères (le fruit du prunus dulcis), sujet sur lequel il revient pendant 15 ans. Robiquet et Colin analysent la présence d'un constituant qu'ils appellent éther hydrochlorique, en réalité le 1,2-dichloroéthane, et suggèrent son utilisation comme stimulant médicinal.
Quinze années plus tard, cette fois en collaboration avec Antoine François Boutron Charlard, Robiquet extrait l'amygdaline de ces mêmes amandes amères, un glycoside qui sera testé au XIXe siècle comme anti-cancéreux par Ernst T. Krebs sous le nom de « Vitamine B17 », mais sans résultats concluants.
Ce travail, qui menait aux portes des composés aromatiques, reste toutefois inachevé, ne parvenant par exemple pas à expliquer la production de benzaldéhyde dans certaines des réactions de dissociation qu'ils effectuent, et il revient à Friedrich Wöhler et Justus Liebig de tirer toutes les conclusions quant à la structure de l'amygdaline et à la mise en évidence du radical benzoïle C7H5O dans une étude conduite quelques mois plus tard (1832).
Des études ultérieures menées aux États-Unis depuis 1972 notamment au Sloan-Kettering Cancer Institute tant sur l'amygdaline que sur le laetrile, un composé de structure voisine, n'ont pu prouver aucune efficacité anti-cancérologique, alors même que sa dégradation spontanée in corpore par la beta-glucosidase présente notamment dans l'intestin grêle peut conduire à des taux élevés de cyanure risquant d'induire des risques élevés pour les patients.

### Des colorants naturels à leur synthèse industrielle: l'alizarine
Le grand enjeu des chimistes du XIXe siècle, ce sont les colorants naturels et la recherche de la mise au point de leur synthèse industrielle. Ce domaine est un champ de recherche privilégié de Pierre-Jean Robiquet.
Les lichens, avec lesquels on prépare l'orseille, cette matière colorante violette, sont pour lui l'occasion de la découverte du variolarin.
En 1826, en collaboration encore avec Jean-Jacques Colin, Pierre-Jean Robiquet extrait de la racine de la garance deux colorants, l'alizarine, un colorant rouge très persistant et promis à un bel avenir industriel, et la purpurine, un colorant plus instable.
L'alizarine devient le premier colorant naturel à être synthétisé par voie industrielle, grâce à un procédé mis au point en 1868 par deux chimistes allemands, Karl Graebe et Karl Lieberman, tous deux employés de la société BASF, à partir de l'anthracène. Cette même voie de synthèse était obtenue presque en même temps et de façon indépendante par un chimiste anglais, William Perkin, le groupe BASF en obtenant tous les droits grâce à un unique jour d'antériorité dans le dépôt de son brevet ! L'alizarine obtenue par cette voie de synthèse pouvait être produite pour moins de la moitié du coût de la production naturelle de l'époque. Très vite, dès le début des années 1870, l'alizarine industrielle supplante celle dérivée de la garance cultivée dans le Midi de la France (fin totale de la production en 1884), en Alsace et en Hollande, ce qui plonge ces régions dans des difficultés économiques soudaines à grande échelle.
En 1829, il découvre l'orcine dans le lichen Variolaria dealbata, principe incolore, cristallisable, de saveur sucrée et ayant la propriété de se transformer en un corps violet sous l'influence de l'eau, de l'oxygène et de l'ammoniaque.

### Des drogues naturelles aux premiers médicaments de synthèse: la codéine
En 1832, Robiquet examine l'opium, dont il s'est déjà occupé à plusieurs reprises ; la codéine, un des principes actifs de cette sorte de thériaque naturelle, est découverte et parfaitement définie, elle est aujourd'hui d'usage universel comme antitussif, anti-diarrhéïque et complément alimentaire, l'un des principes médicamenteux les plus utilisés au monde. De nos jours, la codéine est communément obtenue par voie de synthèse chimique à partir de la morphine (méthylation d'une liaison O-H) plutôt que par extraction directe de l'opium.
L'acide méconique, à peine connu auparavant, est étudié soigneusement, et les modifications qu'il éprouve de la part de la chaleur sont déterminées avec précision.
Les dernières années de Robiquet sont consacrées, avec l'aide de ses collaborateurs, à la publication du détail de ses travaux.

## Principales publications
- 1805 : Essai analytique des asperges Annales de chimie, 55 (1805), 152–171
- 1806 : La découverte d'un nouveau principe végétal dans le suc des asperges L.N.Vauquelin et P.J.Robiquet, Annales de Chimie, 57, p. 88–93.
- 1810 : Expériences sur les cantharides, Robiquet, Annales de Chimie, 1810, vol. 76, p. 302-322.
- 1812 : Observations sur la nature du kermès, Robiquet, Annales de Chimie, 81 (1812), 317–331.
- 1816 : Recherches sur la nature de la matière huileuse des chimistes hollandais, Robiquet, Colin, Annales de Chimie et de Physique, 1816, vol. 1, p. 337-45.
- 1817 : Observations sur le mémoire de M. Sertuerner relatif à l’analyse de l’opium, Robiquet, Annales de Chimie et de Physique, 5 (1817), 275–278;
- 1822 : Nouvelles expériences sur l’huile volatile d’amandes amères, Robiquet, Annales de Chimie et de Physique, 21 (1822), 250–255.
- 1826 : De l'emploi du bicarbonate de soude dans le traitement médical des calculs urinaires
- 1826 : Sur un nouveau principe immédiat des végétaux (l’alizarine) obtenu de la garance Robiquet, Colin, Journal de pharmacie et des sciences accessoires, 12 (1826), 407–412
- 1827 : Nouvelles recherches sur la matière colorante de la garance, Robiquet, Colin, Annales de chimie et de physique, 34 (1827), 225–253
- 1829 : Essai analytique des lichens de l’orseille, Robiquet, Annales de chimie et de physique, 42 (1829), 236–257
- 1830 : Nouvelles expériences sur les amandes amères et sur l'huile volatile qu'elles fournissent Robiquet, Boutron-Charlard, Annales de chimie et de physique, 44 (1830), 352–382
- 1831 : Nouvelles expériences sur la semence de moutarde
- 1832 : Nouvelles observations sur les principaux produits de l’opium, P. J. Robiquet, Annales de chimie et de physique, 51 (1832), 225–267
- 1832 : Notice historique sur André Laugier (suivie d'une autre notice sur Auguste-Arthur Plisson)